# Guillermo Ortiz Martínez

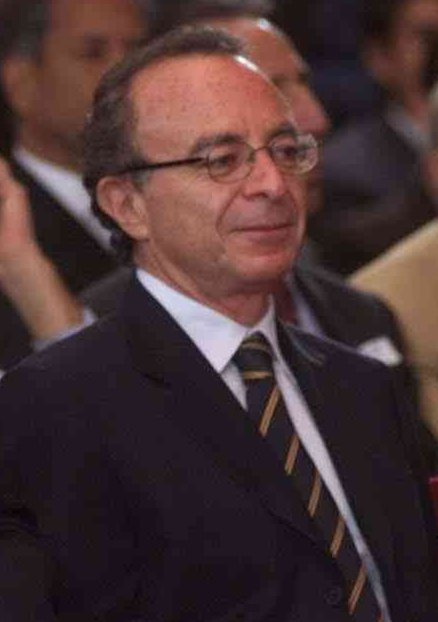
Guillermo Ortiz

Guillermo Ortiz Martínez (Mexico-Stad, 21 juli 1948) is een Mexicaans econoom.
Ortiz studeerde economie aan de Nationale Autonome Universiteit van Mexico (UNAM) en behaalde een doctoraat aan de Universiteit van Stanford. Ortiz heeft economie gedoceerd aan verschillende Mexicaanse en Amerikaanse universiteiten, heeft Mexico vertegenwoordigd bij het Internationaal Monetair Fonds en was van 1994 tot 1998 minister van haciënda (financiën).
In 1998 werd hij door president Ernesto Zedillo aangewezen tot gouverneur van de Banco de México, en zijn termijn werd in 2004 verlengd door Vicente Fox tot en met 2009.
- Biblioteca Nacional de España: XX1506816
- Gemeinsame Normdatei: 170048489
- International Standard Name Identifier: 0000 0000 8426 9939
- Library of Congress Control Number: n80112536
- Virtual International Authority File: 13616744
- WorldCat: E39PBJcwGcC7xvxRdMM3DgkVYP